# Decrowning
Decrowning – drugi album studyjny fińskiego zespołu Amoral. Wydawnictwo ukazało się 4 października 2005 roku nakładem wytwórni muzycznej Spikefarm Records. Rok później, nakładem Candlelight Records nagrania trafiły do sprzedaży w Stanach Zjednoczonych.

## Lista utworów
Opracowano na podstawie materiału źródłowego.
| Nr  | Tytuł utworu     | Słowa                       | Muzyka                | Długość |
| --- | ---------------- | --------------------------- | --------------------- | ------- |
| 1.  | „Showdown”       | Ben Varon, Niko Kalliojärvi | Ben Varon, Silver Ots | 6:09    |
| 2.  | „Lacrimal Gland” | Ben Varon, Niko Kalliojärvi | Ben Varon, Silver Ots | 4:11    |
| 3.  | „Decrowning”     | Ben Varon, Niko Kalliojärvi | Ben Varon, Silver Ots | 4:34    |
| 4.  | „Tiebreaker”     | Ben Varon, Niko Kalliojärvi | Niko Kalliojärvi      | 3:41    |
| 5.  | „Drug Of Choice” | Ben Varon, Niko Kalliojärvi | Ben Varon, Silver Ots | 2:52    |
| 6.  | „Denial 101”     | Ben Varon, Niko Kalliojärvi | Ben Varon, Silver Ots | 4:45    |
| 7.  | „Control Cancer” | Ben Varon, Niko Kalliojärvi | Ben Varon, Silver Ots | 4:44    |
| 8.  | „Raptus”         | Ben Varon, Niko Kalliojärvi | Ben Varon, Silver Ots | 2:38    |
| 9.  | „Warp”           | utwór instrumentalny        | Ben Varon, Silver Ots | 2:16    |
| 10. | „Bleeder”        | Ben Varon, Niko Kalliojärvi | Ben Varon, Silver Ots | 5:05    |
|     |                  |                             |                       | 40:55   |